# Ą́
Ą́ (minuscule : ą́), appelé A accent aigu ogonek, est une lettre latine utilisée dans l’écriture du chipewyan, du danezaa, de l’inapari, du lituanien, du navajo, de l’omaha-ponca, de l’osage, du tewa, du tutchone du Nord, du tutchone du Sud et du winnebago.
Il s’agit de la lettre A diacritée d’un accent aigu et d’un ogonek.

## Utilisation
En lituanien, le A ogonek ‹ Ą, ą › peut être combiné avec un accent aigu indiquant une syllabe tonique longue.
En tewa, ‹ ą̈́ › est par exemple utilisé dans le nom d’Esther Martinez (en),  ‹ P’oe Tsą́wą̈́ ›, « Eau Bleue ».
En tutchone du Nord, ‹ ą́ › est utilisé pour une voyelle ‹ a › nasalisée avec un ton haut.
En tutchone du Sud, ‹ ą́ › a été utilisé pour une voyelle ‹ a › nasalisée avec un ton montant. Elle est maintenant écrite avec un caron plutôt qu’un accent aigu : ‹ ą̌ ›.

## Représentations informatiques
Le A accent aigu ogonek peut être représenté avec les caractères Unicode suivants : 
- composé et normalisé NFC (latin étendu A, diacritiques) :

| formes    | représentations | chaînes de caractères | points de code | descriptions                                             |
| --------- | --------------- | --------------------- | -------------- | -------------------------------------------------------- |
| capitale  | Ą́               | Ą◌́                    | U+0104 U+0301  | lettre majuscule latine a ogonek diacritique accent aigu |
| minuscule | ą́               | ą◌́                    | U+0105 U+0301  | lettre minuscule latine a ogonek diacritique accent aigu |

- décomposé et normalisé NFD (latin de base, diacritiques) :

| formes    | représentations | chaînes de caractères | points de code       | descriptions                                                         |
| --------- | --------------- | --------------------- | -------------------- | -------------------------------------------------------------------- |
| capitale  | Ą́               | A◌̨◌́                   | U+0041 U+0328 U+0301 | lettre majuscule latine a diacritique ogonek diacritique accent aigu |
| minuscule | ą́               | a◌̨◌́                   | U+0061 U+0328 U+0301 | lettre minuscule latine a diacritique ogonek diacritique accent aigu |